# Madonna di Loreto (Perugino)
La Madonna di Loreto è un dipinto a olio su tavola (185,5x125,5 cm) di Pietro Perugino, databile al 1507 e conservato nella Victoria and Albert Museum a Londra. L'opera era probabilmente dotata di una predella, oggi nella Galleria Nazionale dell'Umbria.

## Storia
L'opera venne commissionata da Giovanni di Matteo Schiavone (morto il 7 giugno 1507) per la sua cappella da costruire nella chiesa di Santa Maria dei Servi a Perugia, con la clausola della consegna entro il settembre 1507, che non sappiamo se rispettata vista la morte del committente. È probabile che nell'esecuzione intervennero aiuti di bottega.
Di proprietà della National Gallery, dal 2009 è stata data al Victoria and Albert Museum per il rinnovato percorso rinascimentale del museo.
Da un punto di vista attributivo alcuni critici hanno riscontrato discordanze stilistiche con la coeva produzione peruginesca, che Adolfo Venturi ha assegnato a un intervento di Andrea d'Assisi, mentre Roberto Longhi ed Ettore Camesasca fecero il nome di Raffaello, respinto dagli studi successivi poiché al 1507 lo stile dell'artista aveva fatto ormai già notevolissimi progressi, allontanandosi dai modi umbri del primo maestro.

## Descrizione e stile
Entro una specie di rientranza rettangolare con un basso parapetto (come quello del Tondo della Vergine col Bambino tra due sante e due angeli, 1492-1492) che lascia intravedere un lontano paesaggio di colline, la Madonna col Bambino si erge su di un piedistallo, affiancata dai santi Girolamo, col vestito cardinalizio, e Francesco d'Assisi, col saio e le stimmate.
Due angeli, perfettamente simmetrici, volano in alto e fanno per poggiare una corona sulla testa di Maria. L'opera, sebbene priva di particolari spunti originali nella composizione, è particolarmente significativa per rappresentare la fase tarda dell'artista, indirizzata verso un più dolce sfumato leonardesco, rielaborato secondo il proprio sentire all'insegna di figure aggraziate ed eleganti, pacatamente sospese in toni aulici. Il pittore più che all'originalità della composizione puntava soprattutto a un'esecuzione impeccabile e di altissima qualità, come è dimostrato dal disegno sottile e preciso, inciso in fase preparatoria forse con la punta d'argento, visibile solo tramite riflettografie all'infrarosso; il colore a olio è corposo e spesso pur senza venir meno la tipica delicatezza dell'artista. Ogni dettaglio è reso con grande cura ed attentamente studiata è la direzione della luce, con gli effetti che genera nello spessore dei panneggi e nella rifrazione dei colori cangianti.
Ancora più originale è la predella, con un'Annunciazione (17x37,5 cm), un'Adorazione dei pastori (16,3x37 cm) e un Battesimo di Cristo (17,2x36,7 cm), oggi alla Galleria nazionale dell'Umbria. In queste piccole opere Perugino usò una pennellata veloce e sfilacciata, tipica delle opere di piccole dimensioni del primo Cinquecento.
Predella della Madonna di Loreto